# 三繩站
三繩站（日语：／ Minawa eki */?）是一位於日本德島縣三好市池田町中西、隸屬於四國旅客鐵道（JR四國）的鐵路車站。車站編號為D23。本站只停靠普通列車。

## 車站結構
站舍為單層木製建築，是沿用開業時的站舍，不過現時車站入口則進行過改建，變成玄關位及屋頂均為尖頂。站內設有原站務室及候車室。站務室現時變成委託票務室。
1931年至1935年，本站曾經為德島本線的終站。後來由於土讚線南延至豐永站，本站亦改為屬土讚本線一部份。
本站採用2個側式月台設計，採用Ｙ型轉轍器，因此列車全靠左側進站。而兩邊轉轍器之間可容納14卡列車的長度經過。而1號月台亦比2號月台的長。2號月台的有效長度為4輛，而1號月台則為8輛。2號月台旁邊另有側線軌道，而1號月台向祖谷口站亦有側線供貨物停靠的月台，現時貨物月台已變成存貨後備軌道及其他鐵路材料。
月台和站舍之間以行人天橋連接，另外在2號月台上近末端也設有有蓋候車亭。

### 月台配置
| 月台 | 路線    | 方向 | 目的地                     |
| ---- | ------- | ---- | -------------------------- |
| 1    | ■土讚線 | 下行 | 大步危、土佐山田、高知方向 |
| 2    | ■土讚線 | 上行 | 琴平、阿波池田方向         |

## 歷史
- 1931年9月19日：開業，當時為德島本線總站。
- 1935年11月28日：本站至豐永站開通，改為屬土讚本線。
- 1970年10月1日：無人化，簡易委託站。
- 1987年4月1日：日本國鐵分割民營化，車站的營運由JR四國繼承。

## 相鄰車站
四國旅客鐵道（JR四國）
■土讚線
阿波池田（D22）－三繩（D23）－祖谷口（D24）